# لوله‌داران
لوله‌داران (نام علمی: Siphonophorae) یا ماشوره‌داران نام یک راسته از رده آب‌سان‌زیان است. 
این جانور ۱۷۵ نوع گونه مختلف دارد.
دو عدد از این موجود با طول های ۴۰ و ۴۵ متر کشف شده است که نهنگ آبی بزرگترین جانور زنده در دنیا با ۳۷ متر طول از آنها کوچکتر است.

## نگارخانه

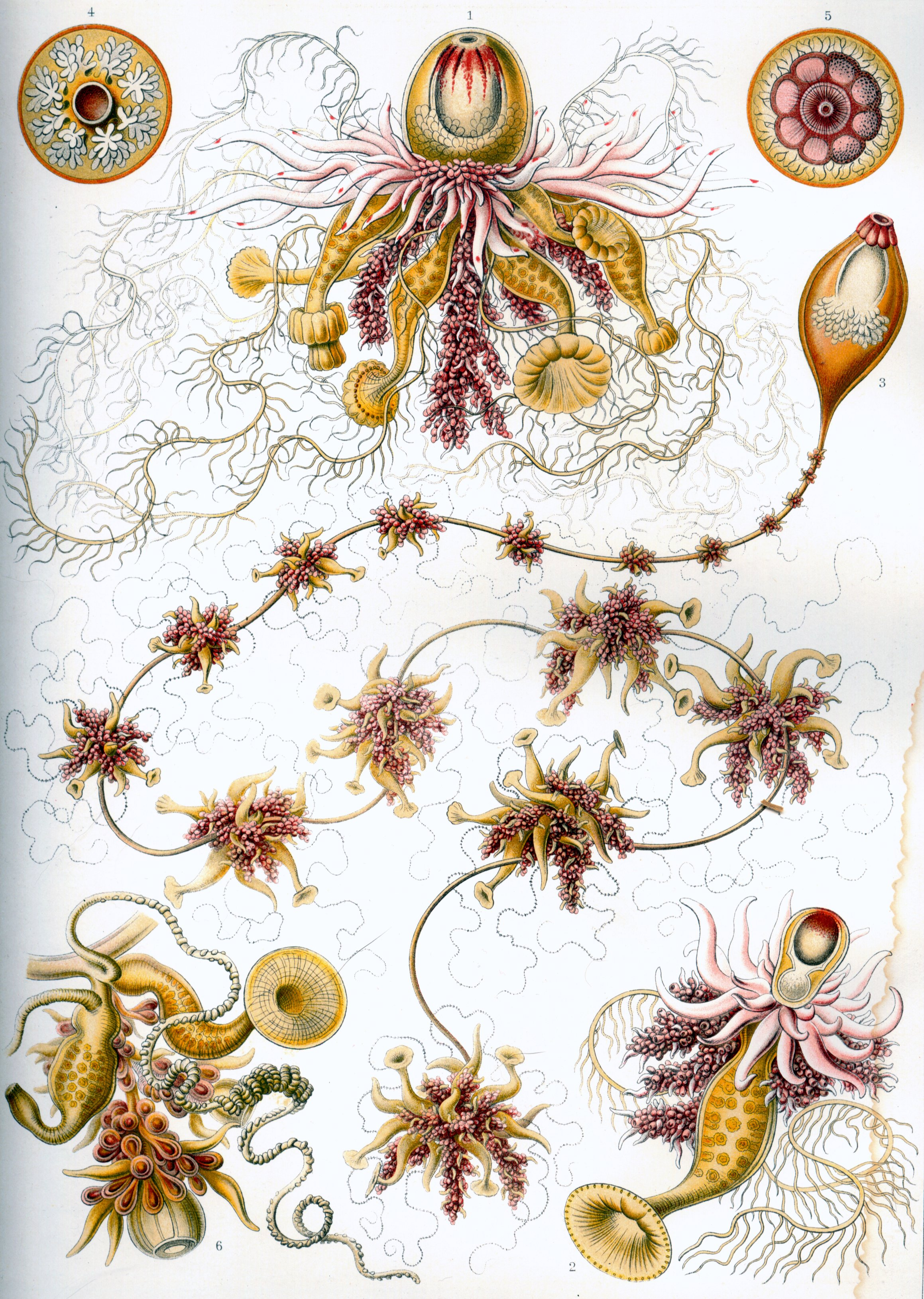
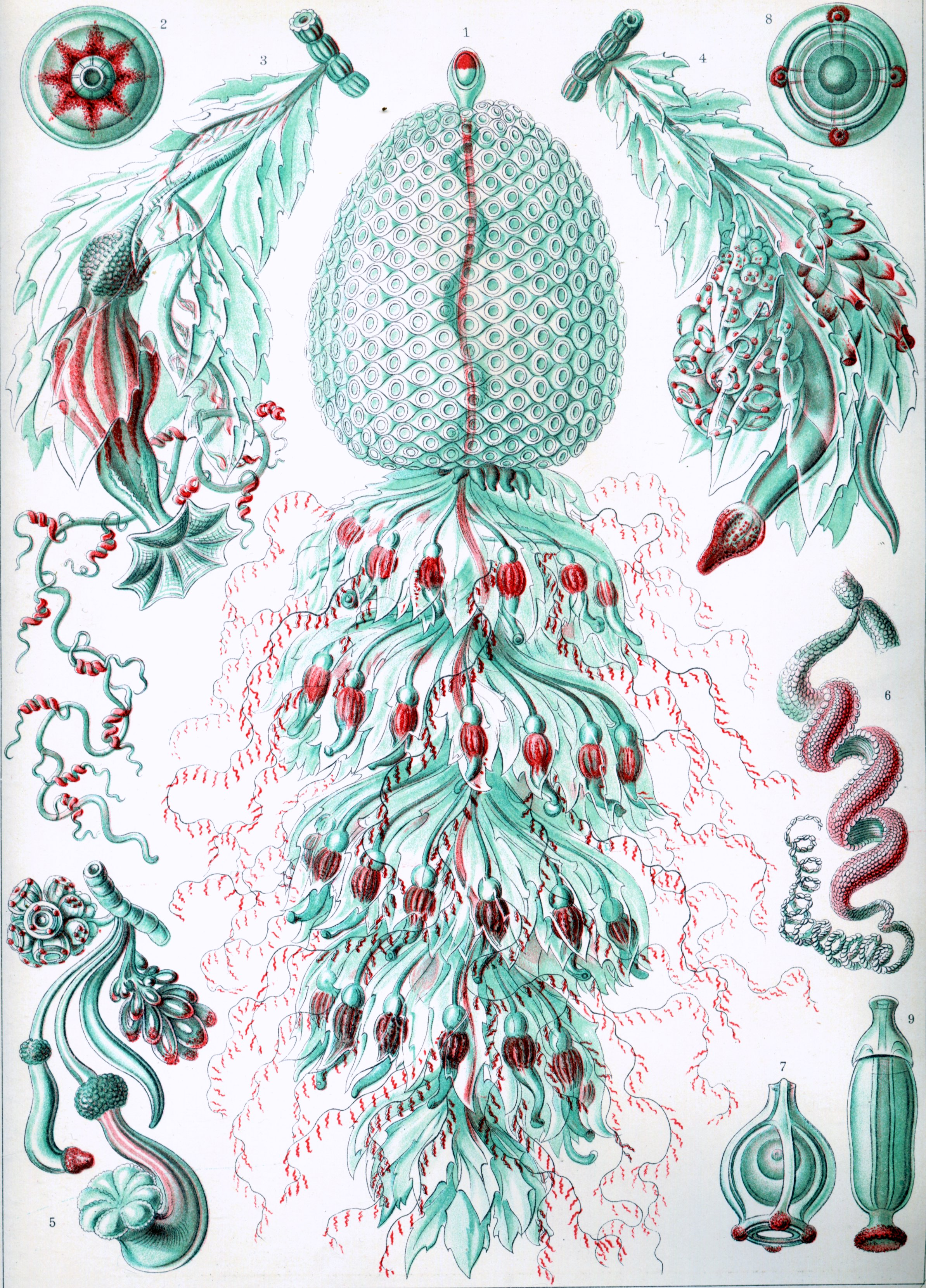
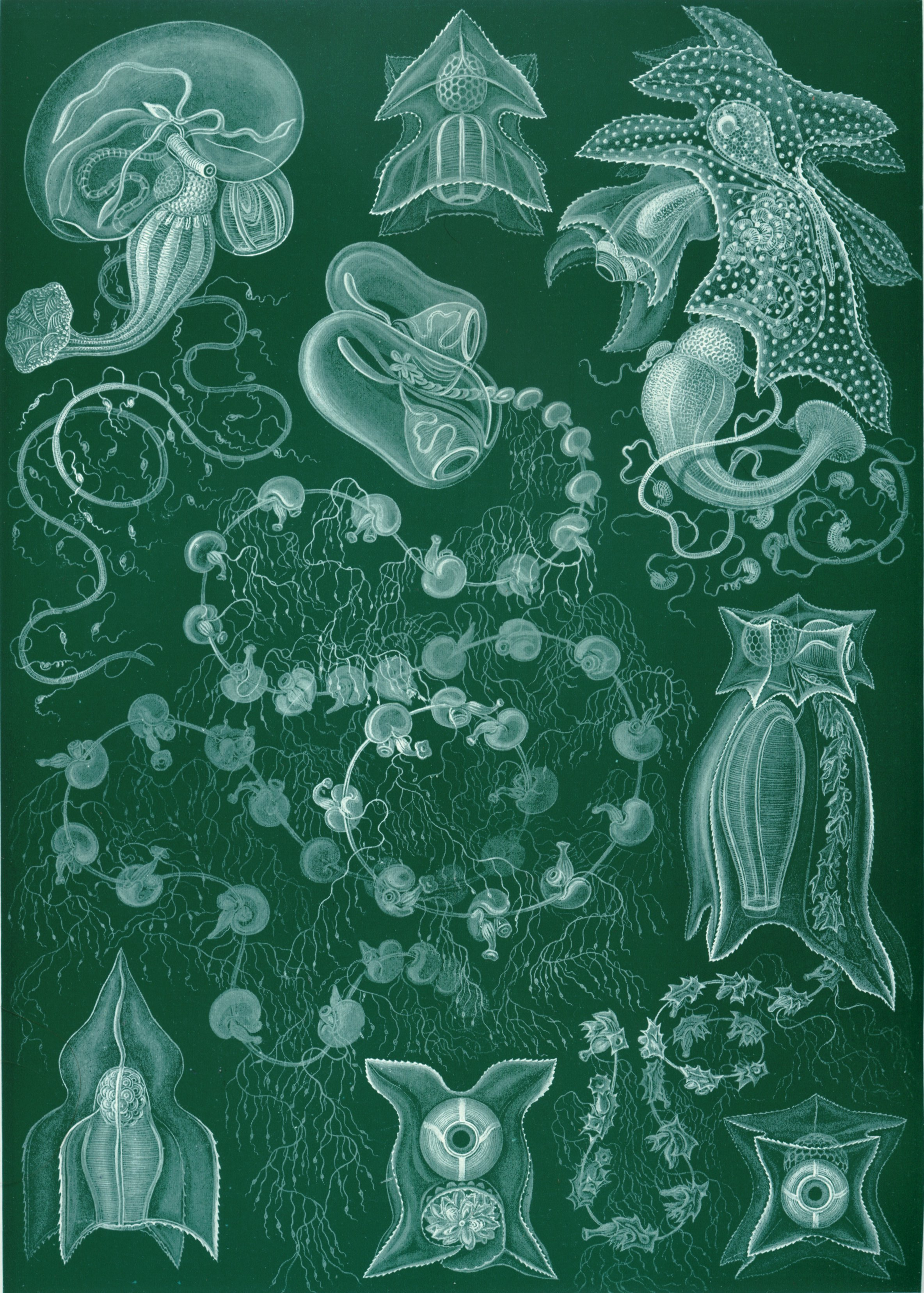